# Jacquerie

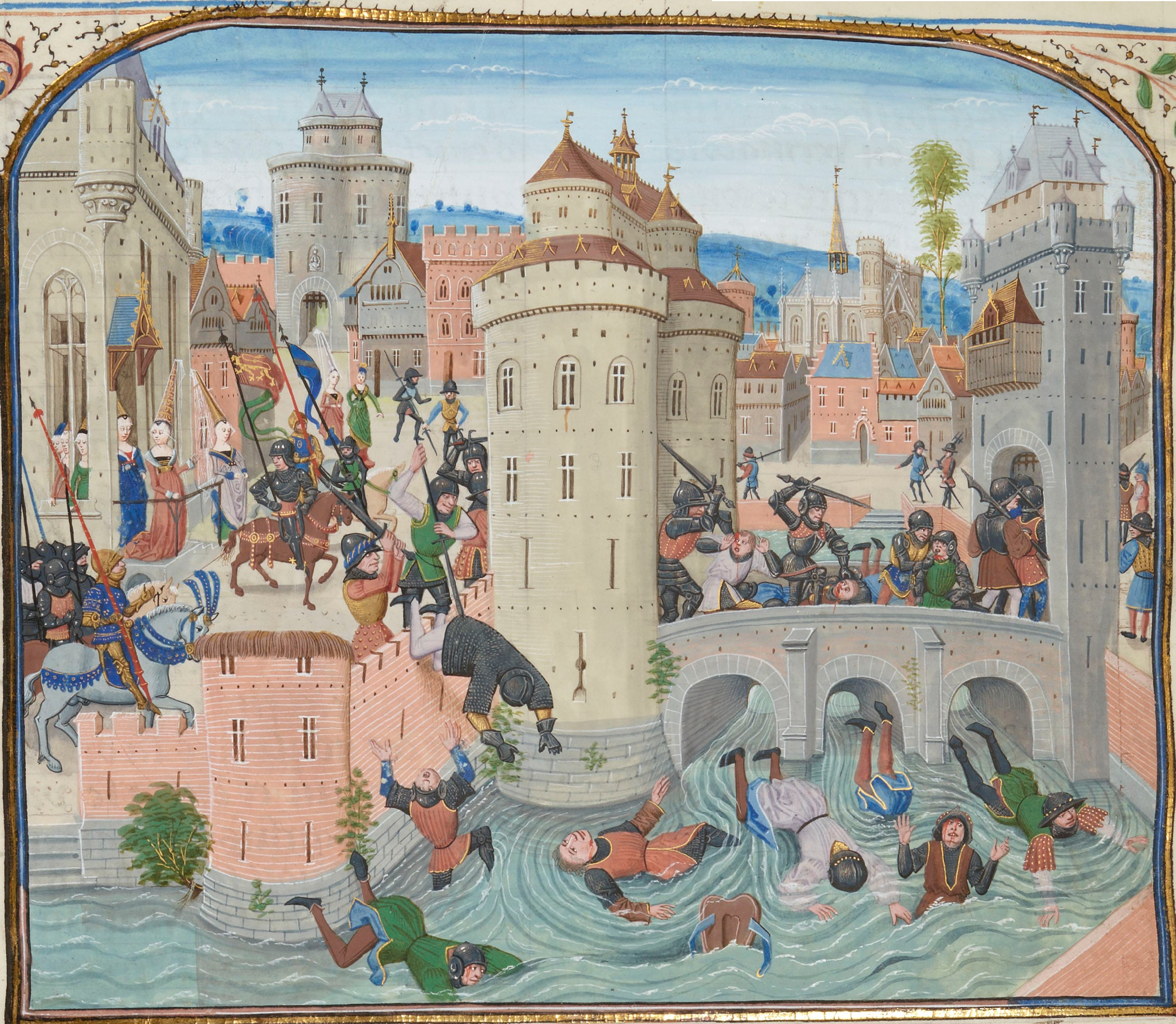
Strijd tussen ridders enerzijds en boeren en Parijse burgers anderzijds, die het fort bij de Marché de Meaux probeerden te veroveren
(15e eeuw), miniatuur van Loyset Liédet, Chroniques, Jean Froissart, BnF

De Jacquerie was een opstand tegen de adel van de Franse boeren in mei 1358. De naam Jacquerie is waarschijnlijk afgeleid van de denigrerende naam voor de gewone boer uit die tijd: de Jacques Bonhomme.

## Oorzaken
De oorzaak van deze opstand onder leiding van Guillaume Cale was de slechte situatie waarin de boeren moesten overleven. De ridderstand had al een slechte reputatie sinds de Guldensporenslag, waarin ze waren gevlucht en de infanterie aan hun lot hadden overgelaten. De slechte prestaties in de Slag bij Crécy en de Slag bij Poitiers bevestigden dit beeld: edelen en ridders waren waardeloze praalhansen die de boeren voor hun glorie lieten sterven en na overwinningen met de veren gingen pronken. Sterker nog, in de Slag bij Poitiers zouden ze hun eigen koning in de steek hebben gelaten, waardoor hij door de Engelsen gevangen was genomen. Het land was na de gevangenneming van koning Jan II door de Engelsen ook verdeeld, waarbij koning Karel II van Navarra (Karel de Slechte) en dauphin Charles het leiderschap opeisten. De boeren kampten bovendien zelf met zeer zware moeilijkheden, zoals de Zwarte Dood en de gevolgen hiervan, de Honderdjarige Oorlog, en de bendes van zwervende briganten na de Slag bij Poitiers. De adel en de (hogere) geestelijkheid trokken zich hun lot weinig aan. Integendeel: door zware belastingen en extra herendiensten probeerden zij hun eigen oorlogsschade te herstellen. Op grond van het standenmodel werd de adel geacht in ruil voor de diensten en belastingen een eerlijk bestuur en militaire bescherming terug te geven, en naar de mening van meer en meer boeren faalde de adel er jammerlijk in deze verplichtingen na te komen. 

## De opstand
In 1358 barstte de bom en een grote opstand brak uit. In het dorpje St. Leu zou het zijn begonnen met een samenzwering van boeren tegen de adel. Nadien volgden andere dorpen. Vaak waren geruchten over de opstand al genoeg om de boeren aan te moedigen hetzelfde te doen. Aanvankelijk was de opstand niet erg georganiseerd en bestond deze slechts uit lokale geweldsuitbarstingen tegen de plaatselijke adel. Nadien werd er wel een zekere organisatie doorgevoerd en trad een leider naar voren:  Guillaume Cale. Ook liepen enkele lagere edelen over, waardoor Cale de beschikking had over luitenants met militaire ervaring. 
De gegoede burgers en besturen van Noord-Franse steden als Beauvais, Senlis, Amiens en Meaux stonden welwillend tegenover de boeren. Ook zij waren door het hof in hun rechten beknot en aangeslagen voor een oorlog die alleen maar verliezen opleverde. Bovendien waren steden met hun rechten geduchte (economische) concurrenten voor de adel en dus hun natuurlijke tegenstanders. De lagere burgerij, zelf grotendeels van het platteland afkomstig, toonde ook instemming. In Rouen en Reims kwamen de burgers in opstand, en de steden Senlis en Montdidier werden geplunderd door het boerenleger.  Sommige steden droegen ook mankracht bij aan het boerenleger, waardoor Cale op een gegeven moment het bevel had over een mobiele strijdmacht van 5.000 manschappen.
Étienne Marcel, provoost van Parijs, voerde op dat moment zijn eigen rebellie tegen de Franse Dauphin, de latere koning Karel V, en verbond zich schoorvoetend met de Jacquerie. Dit zou hem nadien veel populariteit kosten, omdat hij hiermee een deel van zijn eigen achterban van zich vervreemdde. Bovendien leunde Marcel ook op de Navarrese koning Karel II, die niet alleen zelf uitgestrekte bezittingen in Noord-Frankrijk had en een groot tegenstander van de Jacquerie was, maar ook veel medestanders in Parijs had. Marcel maakte door op deze wijze op twee paarden te wedden zijn eigen positie zeer hachelijk.
De boeren ondernamen plundertochten waarbij ze zo veel mogelijk edelen, ridders en hun familie afslachtten en hun landgoederen plunderden. Dit ging gepaard met buitengewone wreedheden, zoals moord, verkrachting en marteling. Bovendien waren de meeste slachtoffers vrouwen en kinderen, aangezien de edellieden zelf aan de oorlog tegen de Engelsen deelnamen. Kerken bleven, enige uitzonderingen daar gelaten, over het algemeen gespaard.
Aanvankelijk was de adel verrast, en ook het koninklijk hof kon weinig uitrichten met de koning krijgsgevangen in Engeland en Parijs onder Étienne Marcel in opstand. Op het hoogtepunt van de Jacquerie was de hele streek rond Beauvais en Parijs in opstand, en hadden verschillende steden in de regio uit overtuiging of zelfbehoud de kant van de opstand gekozen. De vlammen en rookwolken zouden in Parijs van alle kanten van de stadsmuren zichtbaar zijn.
Na een maand boden de heren een georganiseerde tegenstand waartegen het ordeloze boerenleger niet was opgewassen. Karel II van Navarra leidde het verzet van de adel tegen de Jacquerie, met een leger bestaande uit Noord-Franse ridders en edelen en huurlingen.
Cale probeerde inmiddels in samenwerking met Étienne Marcel de stad Meaux en bijbehorende vesting, de Marché, in te nemen, en droeg hiertoe een legertje van 800 manschappen bij. Het doel was tweeledig. Enerzijds hoopte hij de Dauphin en zijn gezin, die hier verbleven, gevangen te nemen. Anderzijds hoopte hij Karel II van Navarra af te leiden. De opzet mislukte echter. De stad Meaux liet de opstandelingen op 9 juni binnen maar de Dauphin vluchtte met achterlating van zijn vrouw en kind in de Marché, die weerstand bood en niet kon worden ingenomen.

## De Slag bij Mello
Bij het plaatsje Mello kwam het tot een keerpunt, waarbij de boeren het onderspit moesten delven. Tegelijkertijd vond een kleiner treffen plaats in de stad Meaux, dat eveneens in het voordeel van de adel werd beslecht.
Guillaume Cale versterkte een heuvel nabij zijn woonplaats Mello toen hij vernam van de komst van een ridderleger, geleid door Karel II van Navarra. Hier wachtte hij met zijn eigen strijdmacht het ridderleger af. Karel II had de beschikking over 1.500 a 2.500 ridders, koninklijke soldaten en Engelse huurlingen, weliswaar kwalitatief beter maar in de minderheid tegen het boerenleger. Guillaume Cale beschikte over 4 a 5.000 manschappen die een strategische goed verdedigbare plaats innamen. Dit waren voornamelijk boeren maar ook 400 manschappen uit Parijs.
Karel II zag in dat een cavaleriebestorming van de versterkte heuvel bij Mello zeer bezwaarlijk was, een les lerend uit eerdere slagen. Hij nam Guillaume Cale daarom met een list gevangen. Hij nodigde hem uit in zijn kamp voor vredesbesprekingen, en gaf zijn woord dat Cale geen kwaad zou worden gedaan. Cale, vertrouwend op het woord van een koning, ging op 10 juni 1358 op de uitnodiging in. In het vijandelijk kamp werd hij direct gevangengenomen, want Karel II en de edelen gingen ervan uit dat de eer en het respecteren van een gegeven woord slechts gold voor edelen onderling, en zeker niet voor een stel boeren dat tegen hun rechtmatige heersers in opstand was gekomen. Hierop ging het ridderleger over tot bestorming van de heuvel, en richtte een slachtpartij aan onder het boerenleger dat nu geen leider meer had. Het grootste deel van het boerenleger werd afgeslacht, slechts een klein deel ontsnapte of werd gevangengenomen. Zij die gevangengenomen werden, werden direct gedood of nadien na marteling terechtgesteld.
Dezelfde dag kwam het in de stad Meaux tot een tweede treffen. Het legertje van boeren en Parijzenaars had de nacht ervoor met de burgerij feest gevierd in de veronderstelling dat ze gewonnen hadden en dat de citadel, de Marché, te zijner tijd wel zou moeten capitueleren. De bezetting van de citadel deed die dag echter een uitval met 20 a 30 ruiters. Hoewel ver in de meerderheid, waren de boeren en Parijzenaars geen professionele krijgers, nog groggy van het feesten de dag ervoor en volledig verrast. De uitval sneed door hun gelederen en al snel brak paniek uit en vluchtten de opstandelingen de stad uit, de burgers blootstellend aan de wraak van de adel.

## Nasleep
Naar schatting 20.000 boeren kwamen tijdens en na de Jacquerie om het leven. De wraaknemingen van de adel duurden nog minstens tot augustus 1358. Direct na de Slag bij Mello trokken ridderlegers door de omringende streek en doodden lukraak boeren en hun gezinnen, zonder onderscheid te maken tussen schuldigen en onschuldigen. De stad Meaux werd zwaar gestraft en door de edelen geplunderd en in brand gestoken. Notabelen, waaronder de burgemeester, werden opgehangen. Reims was loyaal gebleven maar toch vielen de edelen de stad aan en richtten een bloedbad aan. Senlis verdedigde zichzelf. Ridders uit Vlaanderen, Brabant en Henegouwen namen ook deel aan de plunderingen van het Noord-Franse platteland. 
Grote delen van het platteland waren platgebrand en raakten ontvolkt. Met vrijwel niemand over die nog kon oogsten kwam de voedselvoorziening van Parijs in gevaar en begon de stad honger te lijden. Vrij snel na de ineenstorting van de Jacquerie werd Étienne Marcel op 31 juli 1358 vermoord, waarop Parijs weer loyaal aan de Dauphin werd. 
Op 10 augustus 1358 werd ten slotte een amnestieregeling afgekondigd. De boetes die op grond hiervan aan de gebieden werden opgelegd waren echter zo hoog dat veel boeren het gebied ontvluchtten.
Guillaume Cale werd in de stad Clermont gemarteld en uiteindelijk met een aantal medestanders op het stadsplein onthoofd. Volgens andere lezingen was zijn lot gruwelijker: hij kreeg naar men zegt een gloeiende ijzeren kroon op het hoofd gezet. 